# كارين لوشنيك
كارين لوشنيك (بالسلوفينية: Karin Lušnic)‏ مواليد 15 مايو 1971 في ليوبليانا، جمهورية يوغوسلافيا الاشتراكية الاتحادية، هي لاعبة كرة مضرب سلوفينية سابقة بدأت مسيرتها كمحترفة سنة 1990، اعتزلت اللعب في 1996. أعلى تصنيف لها في الفردي كان 228. أعلى تصنيف لها في الزوجي كان 222. سبق أن شاركت في دورة الألعاب الأولمبية الصيفية.

## روابط خارجية
- كارين لوشنيك على موقع رابطة محترفات التنس (الإنجليزية)
- كارين لوشنيك على موقع الاتحاد الدولي لكرة المضرب (الإنجليزية)
- كارين لوشنيك على موقع كأس بيلي جين كينغ (الإنجليزية)
- كارين لوشنيك على موقع خلاصة التنس.كوم (الإنجليزية)
- كارين لوشنيك على موقع أوليمبيديا (الإنجليزية)